# Mäeküla (Põhja-Sakala)
Mäeküla es una aldea del municipio de Põhja-Sakala, situado en el condado de Viljandi, Estonia. Tiene una población estimada, en 2021, de 36 habitantes.
Está ubicada al norte del condado, al noroeste del lago Võrtsjärv y cerca de la frontera con los condados de Pärnu y Järva.